# 조선안방 스캔들-칠거지악2
"조선안방 스캔들-칠거지악2"는 한국에서 제작된 이전 감독의 2014년 멜로/로맨스, 드라마 영화이다. 은경 등이 주연으로 출연하였다.

## 출연

### 주연
- 은경
- 미란
- 칸나
- 석봉

### 조연
- 해일
- 서현
- 태식
- 조서윤
- 은채
- 성빈
- 연희

## 기타
- 프로듀서: 이동현
- 제작부장: 최경일
- 촬영부: 이규환
- 촬영부: 김지훈
- 조명: 김대유
- 조명부: 최기훈
- 조명부: 임정현
- 조연출: 송재덕
- 연출부: 최성현
- 연출부: 이하늬
- 동시녹음: 김경호
- 시각효과: 이규환
- 분장: 구승연
- 의상: 배지혜
- 의상팀: 고현정
- 의상팀: 송혜미
- 자막: 이영인